# Суверенный боливар
Суверенный боливар (исп. Bolívar Soberano, в Общероссийском классификаторе валют — «Боливар Соберано») — валюта, введённая в Венесуэле с 20 августа 2018 года по 1 октября 2021 года для замены венесуэльского боливара, испытавшего гиперинфляцию. Вследствие гиперинфляции была снова деноминирована 1 октября 2021 года в соотношении 1 000 000:1.

## История
Первоначально планировалось, что он заменит боливар по курсу 1000:1. 4 июля 2018 года, однако уже после того, как Центральный банк Венесуэлы объявил о выпуске новых банкнот и монет и опубликовал их изображения, гиперинфляция внесла коррективы в планы. Из-за проблем с изготовлением новой серии денежных знаков начало финансовой реформы перенесли на 4 августа 2018 года. Перенос срока объяснялся обращением банков, которым понадобилось больше времени для настройки платёжных систем и устройств для приёма и выдачи новых банкнот.
В конце июля 2018 года президент республики Николас Мадуро объявил, что реформа пройдёт 20 августа 2018 года по курсу 100 000:1. Объявлено также, что новая валюта будет привязана к криптовалюте «Петро» в соотношении: 1 петро = 3600 суверенных боливаров. Одновременно, с 20 августа, повышен размер минимальной заработной платы, которая составила 1800 суверенных боливаров.
В обращение были выпущены банкноты номиналом 2, 5, 10, 20, 50, 100, 200 и 500 суверенных боливаров и монеты в 50 сентимо и 1 боливар. Из-за новой волны инфляции обиходные монеты вновь исчезли из обращения.
После деноминации падение национальной валюты Венесуэлы продолжилось; реальный курс суверенного боливара к концу 2018 года упал более чем в 10 раз.
13 июня 2019 года в обращение выпущены банкноты в 10 000, 20 000 и 50 000 боливаров.
8 марта 2021 года выпущены банкноты в 200 000, 500 000 и 1 000 000 боливаров. С 1 октября 2021 года произошла денежная реформа, в ходе которой убрали шесть нулей. Новая валюта получила название цифровой боливар.

## Монеты
|                           | 50 сентимо              |                |                  |
| Художник:                 | Художник:               | Монетный двор: | Монетный двор:   |
| Номинал: 50 сентимо       | Металл: сталь           | Тираж:         | Качество:        |
| Выпущена: 20 августа 2018 | Диаметр: 22 мм          | Вес: 4.3 г     | Толщина: 1.8 мм  |
|                           | 1 боливар               |                |                  |
| Художник:                 | Художник:               | Монетный двор: | Монетный двор:   |
| Номинал: 1 боливар        | Металл: биметаллическая | Тираж:         | Качество:        |
| Выпущена: 20 августа 2018 | Диаметр: 24 мм          | Вес: 8.1 гр    | Толщина: 2.55 мм |

С 1 октября 2021 года в обращении появились новые монеты номиналами:
0.25 VES
0.5 VES
1 VES

## Банкноты

### Серия 2018—2021 годов
| Серия 2018—2021 годов | Серия 2018—2021 годов | Серия 2018—2021 годов | Серия 2018—2021 годов      | Серия 2018—2021 годов | Серия 2018—2021 годов                          | Серия 2018—2021 годов       |  |
| Изображение           | Изображение           | Номинал (боливаров)   | Основные цвета             | Описание              | Описание                                       | Водяной знак                |  |
| Лицевая сторона       | Оборотная сторона     | Номинал (боливаров)   | Основные цвета             | Лицевая сторона       | Оборотная сторона                              | Водяной знак                |  |
| --------------------- | --------------------- | --------------------- | -------------------------- | --------------------- | ---------------------------------------------- | --------------------------- |  |
|                       |                       | 2                     | бирюзовый                  | Хосефа Камехо         | Желтолобый амазон                              | Хосефа Камехо, номинал      |  |
|                       |                       | 5                     | Оранжевый, фиолетовый      | Хосе Феликс Рибас     | Полосатая жаба                                 | Хосе Феликс Рибас, номинал  |  |
|                       |                       | 10                    | Фиолетовый, оранжевый      | Рафаэль Урданета      | Гигантский муравьед                            | Рафаэль Урданета, номинал   |  |
|                       |                       | 20                    | Синий, светло-синий, белый | Симон Родригес        | Ягуар                                          | Симон Родригес, номинал     |  |
|                       |                       | 50                    | коричневый, розовый        | Антонио Хосе Сукре    | Онцилла                                        | Антонио Хосе Сукре, номинал |  |
|                       |                       | 100                   | Фиолетовый, зелёный        | Самора Эсекиель       | Коаты                                          | Самора Эсекиель, номинал    |  |
|                       |                       | 200                   | Голубой, серый, фиолетовый | Франсиско Миранда     | Солдатский ара                                 | Франсиско Миранда, номинал  |  |
|                       |                       | 500                   | золотой                    | Симон Боливар         | Трупиал                                        | Симон Боливар, номинал      |  |
|                       |                       | 10000                 | светло-голубой             | Симон Боливар         | Национальный пантеон Венесуэлы                 | Симон Боливар, номинал      |  |
|                       |                       | 20000                 | салатовый                  | Симон Боливар         | Национальный пантеон Венесуэлы                 | Симон Боливар, номинал      |  |
|                       |                       | 50000                 | персиковый                 | Симон Боливар         | Национальный пантеон Венесуэлы                 | Симон Боливар, номинал      |  |
|                       |                       | 200000                | серый                      | Симон Боливар         | Национальный пантеон Венесуэлы                 | Симон Боливар, номинал      |  |
|                       |                       | 500000                | фиолетовый                 | Симон Боливар         | Национальный пантеон Венесуэлы                 | Симон Боливар, номинал      |  |
|                       |                       | 1000000               | светло-коричневый          | Симон Боливар         | Триумфальная арка Карабобо; Битва при Карабобо | Симон Боливар, номинал      |  |

### Серия 2021 года
С 1 октября 2021 года появились новые деноминированные банкноты. Также 16 августа 2024 года были выпущены новые две банкноты ( 200 и 500 боливаров) образца 2023 года.
| Серия 2021 года                                                                                    | Серия 2021 года     | Серия 2021 года       | Серия 2021 года         | Серия 2021 года                                | Серия 2021 года                  |
| Изображение                                                                                        | Номинал (боливаров) | Основные цвета        | Описание                | Описание                                       | Водяной знак                     |
| -------------------------------------------------------------------------------------------------- | ------------------- | --------------------- | ----------------------- | ---------------------------------------------- | -------------------------------- |
| https://prnt.sc/kN96JjjhPusf                                                                       | 5                   | коричневый            | портрет Симона Боливара | Триумфальная арка Карабобо; Битва при Карабобо | портрет Симона Боливара, номинал |
| https://cdn1.ozone.ru/s3/multimedia-1-w/c600/6980393624.jpg                                        | 10                  | фиолетовый            | портрет Симона Боливара | Триумфальная арка Карабобо; Битва при Карабобо | портрет Симона Боливара, номинал |
| https://avatars.mds.yandex.net/i?id=4e679a2c52691791a1d9581eb365689b_l-13010480-images-thumbs&n=13 | 20                  | оранжевый, коричневый | портрет Симона Боливара | Триумфальная арка Карабобо; Битва при Карабобо | портрет Симона Боливара, номинал |
| https://avatars.mds.yandex.net/i?id=d63d1faa839f27314743b1fad6c7ae67_l-9104009-images-thumbs&n=13  | 50                  | зелёный               | портрет Симона Боливара | Триумфальная арка Карабобо; Битва при Карабобо | портрет Симона Боливара, номинал |
| https://i.ebayimg.com/images/g/ggEAAOSwtBdj-Dkk/s-l1200.webp                                       | 100                 | синий, фиолетовый     | портрет Симона Боливара | Триумфальная арка Карабобо; Битва при Карабобо | портрет Симона Боливара, номинал |